# Окинлек, Клод
Сэр Клод Джон Эйр Окинлек, GCB, GCIE, CSI, DSO (англ. Claude Auchinleck; 21 июня 1884 — 23 марта 1981) — британский военачальник, фельдмаршал (1946).

## Биография
Из ирландских протестантов, сын полковника. Окончил колледж в городе Веллингтон в графстве Сомерсет и военное училище в Сандхёрсте (1903). В Британской армии с 1904 года, служил в Британской Индии в 62-м Пенджабском пехотном полку.

## Первая мировая война
В Первую мировую войну с полком переброшен из Индии на Палестинский театр военных действий. Отличился в феврале 1915 года, когда при прорыве турецких войск к Суэцкому каналу остановил турецкое наступление на занимаемых позициях и затем контратакой отбросил их на значительное расстояние. С 1916 года участвовал в Месопотамской кампании, был помощником командира и временно исполнял обязанности командира своего полка.

## Между мировыми войнами
После войны служил на штабных должностях в британских войсках в Месопотамии. С 1923 года вновь переведён в Индию, заместитель генерал-квартирмейстера Индийской Армии. В 1927 году окончил Имперский Колледж Обороны. С 1929 года командовал батальоном, с 1930 года преподавал в штабном колледже Индийской Армии в Кветте. С 1935 года командовал Пешаварской пехотной бригадой. Во время подавления антиколониального восстания в 1935 году впервые применил танки против восставших.
С 1936 года — заместитель начальника Генерального штаба Индийской Армии. В 1938 году — председатель Комитета по вопросам обороны Индии, затем командовал военным округом на севере страны с штабом в Мируте. В 1939 году назначен командиром 3-й индийской пехотной дивизии.

## Вторая мировая война
В январе 1940 года назначен командиром 4-го армейского корпуса в Англии. В апреле 1940 года назначен командующим союзными англо-французско-польскими войсками, переброшенными в Норвегию и принимавшими участие совместно с норвежской армией в Норвежской операции. Попытался предпринять наступление в центральной Норвегии против немецких войск. Однако в районе Лиллехаммера немецкие войска остановили продвижение союзных войск. Когда началось вторжение германских войск во Францию, союзное командование приступило к спешной эвакуации своих войск из Норвегии. Окинлек в июне 1940 года назначен командовать 5 армейским корпусом, а затем стал Главнокомандующим войсками Южного командования на юге Англии.
В январе 1941 года назначен Главнокомандующим войсками в Индии. Летом того же года он организовал спешную переброску части своих войск в Ирак для подавления организованного прогерманскими кругами восстания, но сам прибыл туда уже после окончания военных действий.
В июле 1941 года сменил генерала Уэйвелла на посту Главнокомандующего на Среднем Востоке, ему подчинялись все британские силы в Северной Африке, в Иране и на Ближнем Востоке. На этом посту руководил неудачным наступлением в ноябре-декабре того же года, в мае 1942 года новое британское наступление также закончилось неудачей. Более того, немецко-итальянские войска Эрвина Роммеля в мае 1942 года сами перешли в наступление, нанесли британским частям тяжёлое поражение, взяли Тобрук и вторглись в Египет. После этого поражения, 8 августа 1942 года Окинлек был освобождён от командования.
Около года находился без нового назначения, в 1943 году назначен Главнокомандующим в Индии. На этом посту обеспечивал снабжение британских войск, действовавших против японцев в Бирме, но участия в боевых действиях более не принимал.

## Послевоенное время
За шесть лет войны Окинлек провёл три крупные операции и во всех трёх потерпел поражения. Тем не менее в июне 1946 года был произведён в фельдмаршалы. После предоставления независимости Индии и Пакистану Окинлек первое время (с августе 1947 года) оставался Главнокомандующим британскими силами в Индии и Пакистане, участвовал в передаче власти новой администрации и в проведении соответствующих переговоров. Однако вскоре, в декабре 1947 года, он вышел в отставку. При этом отказался от предложенного ему звания пэра.
В 1948 году уехал из Индии в Англию. В 1968 году переехал в Марокко, где поселился в городе Марракеш. Он не писал мемуаров и не давал интервью. Сообщение о его кончине на 97-м году жизни многих в Англии застало врасплох, потому что его считали уже давно умершим. Похоронен на воинском кладбище Британского Содружества в Касабланке, Марокко.

## Прохождение службы
- 1904 — призван в 62 Пенджабский полк, Индия
- 1912 — присвоено звание капитана
- 1916 — присвоено временное звание майора; второй командир (англ. Second in command) 62 Пенджабского полка, Индийская Армия
- 1917 — присвоено временное звание подполковника, временно назначен командиром 62 Пенджабского полка, Индийская Армия
- 1918 — присвоено постоянное звание майора, штабной офицер 2 класса (GSO2), Месопотамия
- 1919 — присвоено временное звание, штабной офицер 1 класса (GSO1), Месопотамия
- 1919 — во временном звании подполковника продолжает службу в Курдистане
- 1923—1924 — заместитель генерал-квартирмейстера, Индия
- 1927 — окончил Имперский Колледж Обороны (англ. Imperial Defence College)
- 1929—1930 — командующий 1 батальоном 1 Пенджабского полка, Индия
- 1930 — присвоено звание полковника
- 1930—1933 — инструктор Общевойскового командного колледжа, Кветта, Индия
- 1933 — шеф-полковник (англ. Honorary Colonel) 1 батальона 1 Пенджабского полка
- 1933—1936 — бригадир, временно командующий Пешаварской бригадой
- 1935 — присвоено звание генерал-майора
- 1936—1938 — заместитель начальника Генерального штаба, Индия
- 1938 — Председатель Комитета по вопросам обороны Индии, Индия
- 1938—1939 — командующий округом, округ Мирут, Индия
- 1939 — шеф полка 1 батальона 4 Бомбейского гренадерского полка
- 1940 — командующий IV корпусом
- 1940 — присвоено звание генерал-лейтенанта
- 1940 — командующий союзными войсками в Северной Норвегии
- 1940 — командующий V корпусом
- 1940 — главнокомандующий войсками Южного командования
- 1941 — главнокомандующий Индийской Армией, присвоено звание генерала
- 1941 — шеф полка Королевских стрелков Иннискиллинга (англ. Royal Inniskilling Fusiliers)
- 1941—1942 — Главнокомандующий войсками на Среднем Востоке
- 1941—1946 — Генерал-адъютант короля (англ. Aide-de-Camp General to the King)
- 1942 — временно главнокомандующий Восьмой армией
- 1943—1947 — главнокомандующий Индийской Армией
- 1944 — шеф полка 4 Бомбейского гренадерского полка
- 1946 — присвоено звание фельдмаршала
- 1947 — верховный главнокомандующий в Индии и Пакистане
- 1947 — в отставке

## Награды

### Британские награды
- Рыцарь Большого Креста Ордена Бани (январь 1945)
- Великий командор Выдающегося Ордена Индийской империи (декабрь 1940)
- Кавалер Ордена Звезды Индии (май 1936)
- Орден За выдающиеся заслуги (1917)
- Офицер Ордена Британской империи (1919)
- Кавалер Ордена Бани (июнь 1934)

### Иностранные награды
- Орден Легион Почёта степени командующего (США, 23.07.1948)
- Орден «За воинскую доблесть» V степени (Польша, 15.02.1942)
- Военный крест (Чехословакия, 1944)
- Орден Звезды Непала I степени (Непал, 1945)
- Кавалер Большого Креста ордена Святого Олафа (Норвегия, 19.03.1948)
- Кавалер Ордена Солнца и Облака I степени (Китай, 1947)
- Великий офицер ордена Почётного Легиона (Франция)
- Кавалер двух Военных Крестов 1914—1918 и 1939—1945 (Франция)

## Произношение
Согласно «Кембриджскому словарю английского произношения» фамилия Auchinleck читается как «Окинлек».